# Cák
Cák (em alemão: Zackenbach; croata: Caka) é um município da Hungria, situado no condado de Vas. Tem 6,48 km² de área e sua população em 2015 foi estimada em 259 habitantes.